# Pieve di San Maurizio (Roccaforte Mondovì)
La  Pieve di San Maurizio  si trova nel comune di Roccaforte Mondovì, in provincia di Cuneo e diocesi di Mondovì, a destra del torrente Ellero a circa 500 metri dal centro del paese.
La Pieve di San Maurizio è stata oggetto di restauri nel 2002 e si trova in buono stato di conservazione.
L'edificio è visitabile grazie ad alcuni volontari residenti in loco il cui recapito si può ottenere rivolgendosi all'ufficio del turismo o al municipio del paese.
Dal mese di Luglio 2020 la pieve è liberamente visitabile utilizzando l'app Chiese a porte aperte.

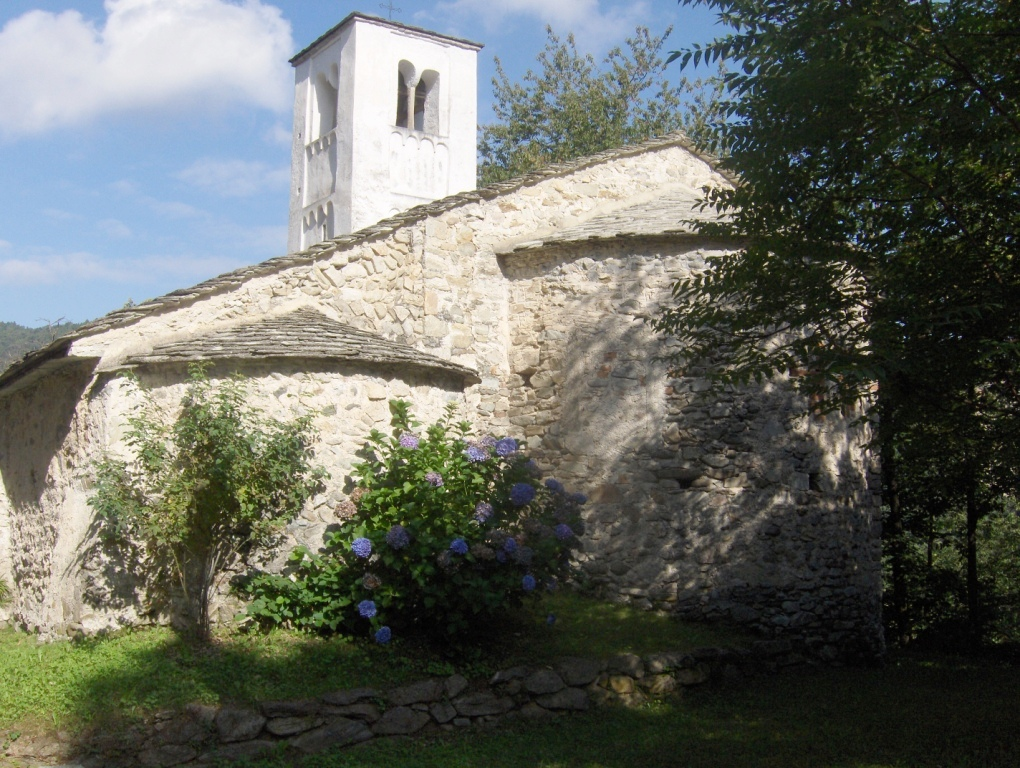
Vista esterna delle due absidi

## Storia
L'attuale edificio è stato costruito tra il X e l'XI secolo dove già prima probabilmente esisteva un luogo di culto distrutto dai Saraceni.
Le prime menzioni dell'edificio risalgono ad alcuni atti di cessione di terre datati agli anni 1001 e 1011 come "capella quod est edificata In onore santi petri" (cappella edificata in onore di San Pietro) e all'epoca era costituito da un'unica navata con abside; solo in epoca imprecisata e successiva ma nello stesso secolo, la chiesa fu ampliata con l'allungamento della navata esistente, la costruzione del campanile inglobato nel lato sinistro della facciata e l'aggiunta di una navata minore a destra.
I materiali per la costruzione, pietre rozzamente squadrate, ciottoli del vicino torrente Ellero, lo stile del campanile decorato con archetti ciechi, ne rivelano chiaramente l'appartenenza al periodo Romanico.
Per quanto riguarda la titolazione a San Maurizio si può notare come non esistano raffigurazioni del santo di epoca romanica, mentre l'affresco dell'abside maggiore risale di sicuro al XVII s. 
È da ritenersi pertanto che forse la nuova titolazione avvenne nel XVI s. sotto l'impulso di compiacere i Savoia divenuti i signori del luogo.

## Interno
All'XI secolo è ascrivibile il ciclo di affreschi che si trovano nell'abside maggiore, in quella minore e parzialmente lungo le navate, in stile romanico-bizantino di cui costituisce una delle pochissime testimonianze rimaste in Piemonte.

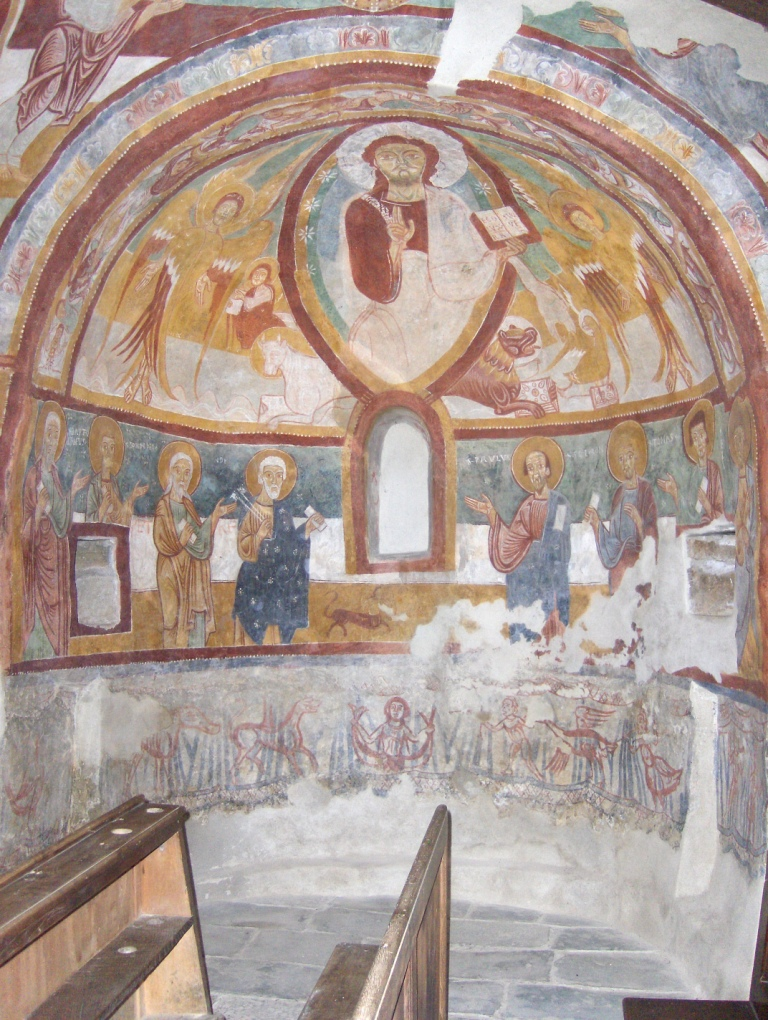
Ciclo di affreschi nell’abside minore in stile romanico-bizantino

Gli affreschi, di autore anonimo, rappresentano il Cristo Pantocratore circondato da Serafini con i simboli dei quattro Evangelisti mentre sul velario ci sono varie scene che rappresentano figure di animali e mostri.
Sull'arcata destra si trova rappresentato l'arresto di Gesù e il bacio di Giuda, mentre più in basso è raffigurata la scena di un duello.

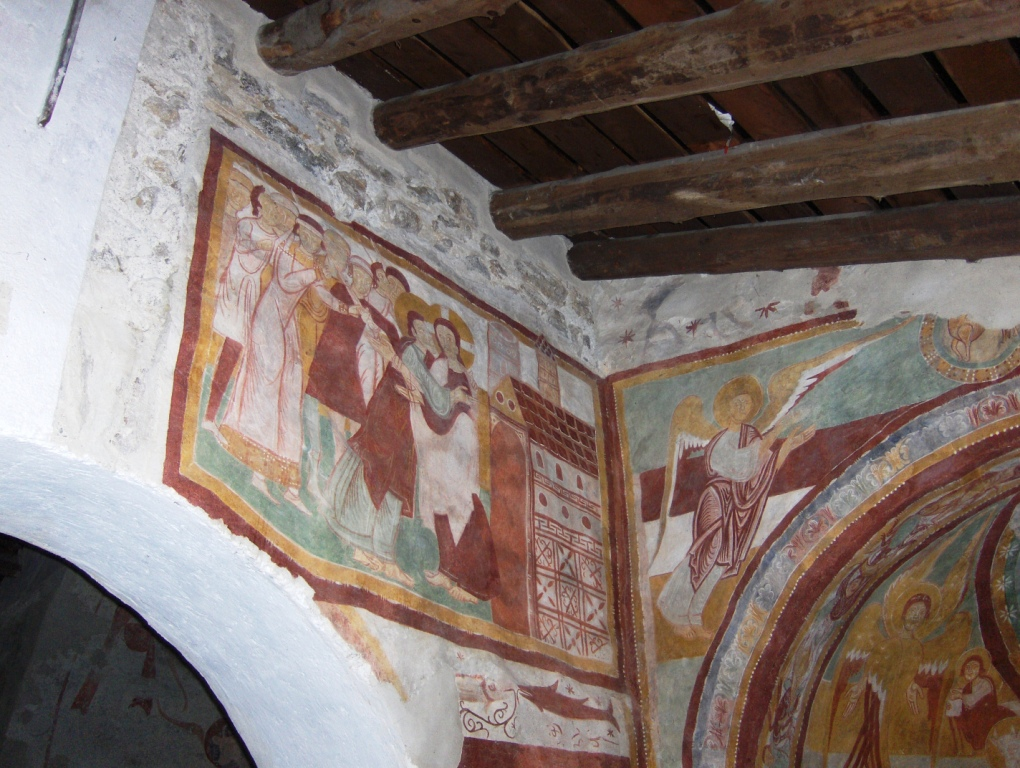
Affresco rappresentante il bacio di Giuda

Nell'abside maggiore ci sono tracce di tre figure che rappresentano un leone alato e due personaggi aureolati.

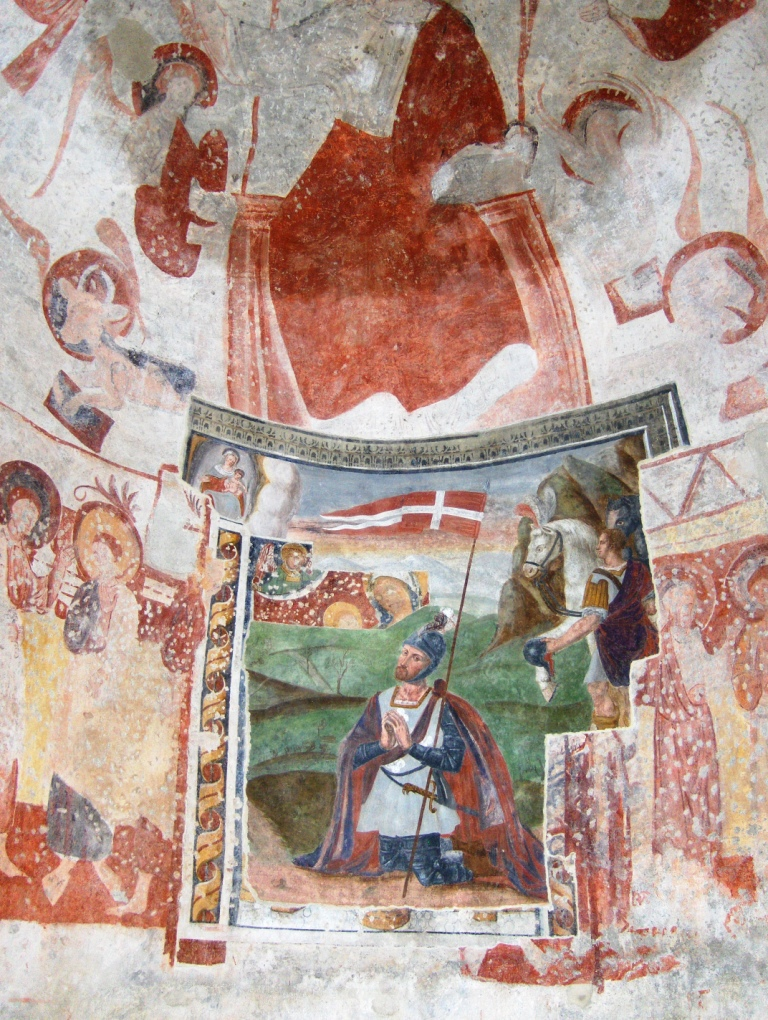
Affreschi dell'abside maggiore

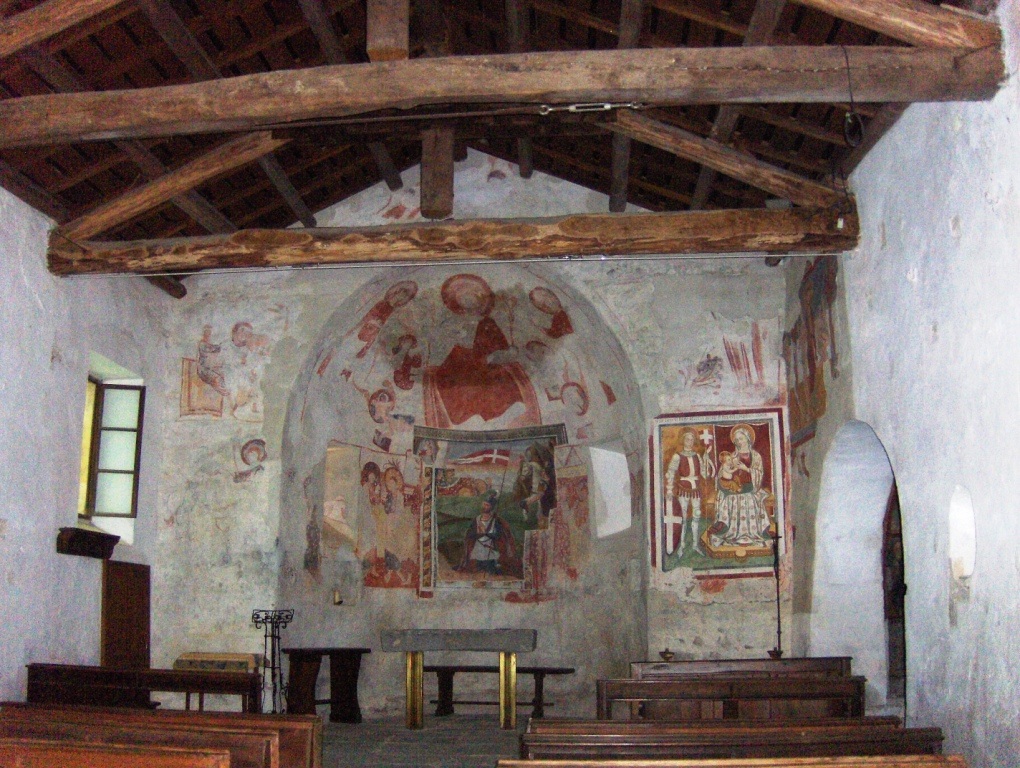
Vista generale dell'abside maggiore

Sulla parete destra della navata maggiore sono dipinte scene dal ciclo biblico della Genesi: L'Albero del Bene e del Male con il Serpente, Adamo ed Eva, l'offerta di Abele.

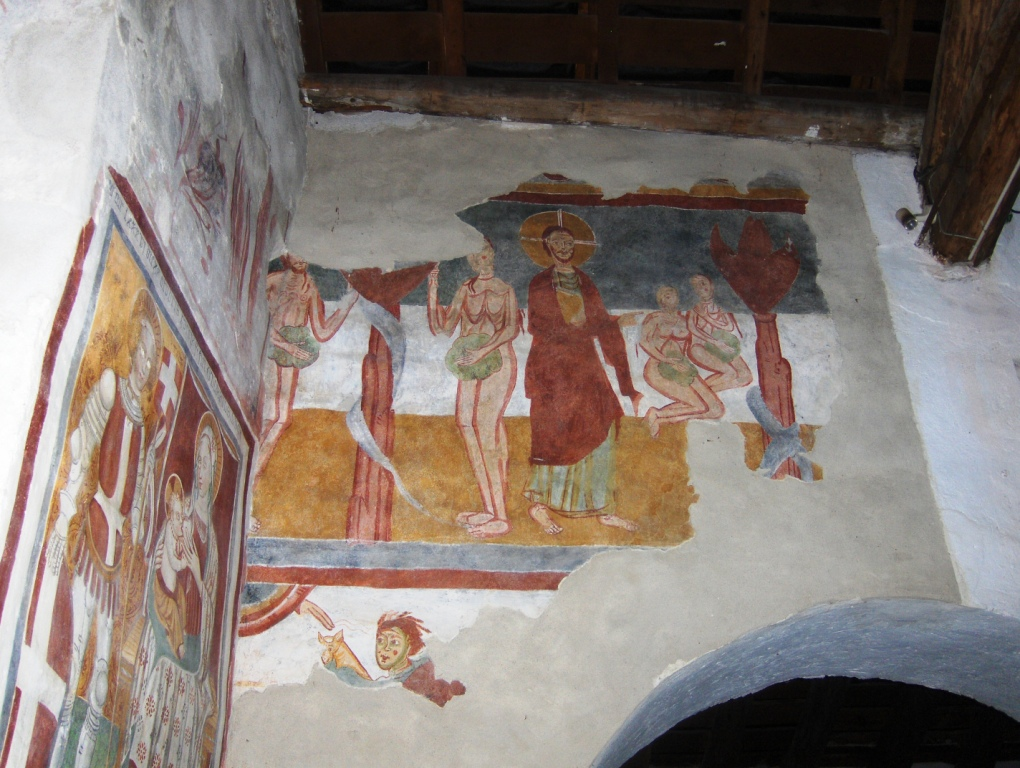
Affreschi sulla parete destra della navata maggiore

Sempre sul fianco dell'abside maggiore si può vedere l'affresco della Madonna col Bambino e San Costanzo datato 1486 e attribuito al pittore monregalese Giovanni Mazzucco.

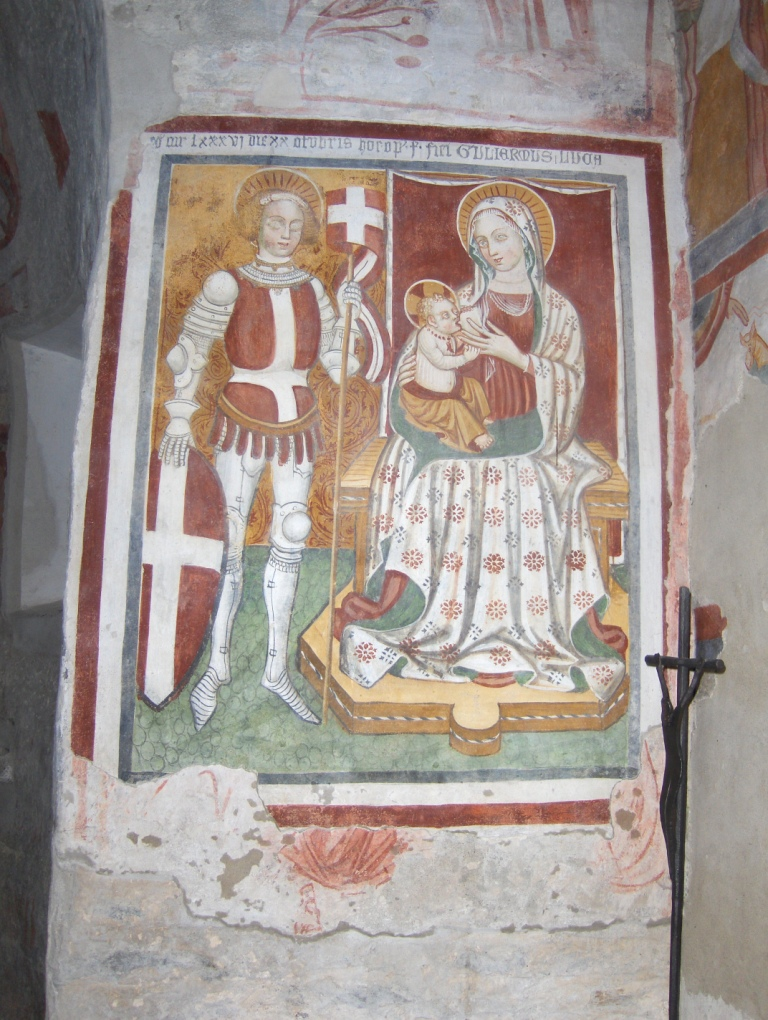
Madonna col Bambino e San Costanzo del pittore Giovanni Mazzucco (1486)

Al centro dell'abside maggiore, infine, si trova un affresco del XVII secolo che rappresenta San Maurizio in ginocchio e vestito da cavaliere.